# Manoir de Vitanval
Le manoir de Vitanval est un manoir situé dans la commune française de Sainte-Adresse dans la Seine-Maritime, en Normandie.

## Histoire

### Le domaine de Vitanval au Moyen Âge
Le nom Vitanval apparaît au XIIIe siècle. Le terrain appartenait dès le XIIe siècle à la famille Noire Pel. Elle en est expulsée par les Anglais en 1398, durant la guerre de Cent Ans. Les occupants installèrent une garnison durant la première moitié du XVe siècle. Il ne reste aujourd'hui rien du château fort médiéval érigé avant le manoir. Le domaine, situé sur l'ancienne paroisse de Saint-Denis-Chef-de-Caux et bordé par le ruisseau de Vitanval, fut laissé à l'abandon à la fin de la guerre de Cent Ans et en partie démoli au XVIIIe siècle. D'après les vestiges trouvés en 1559, il s'agissait d'une maison fortifiée érigée sur une motte féodale qui comprenait un pont-levis et des fossés en quart de cercle, encore visibles en 1877. Le domaine de Vitanval comportait aussi un moulin à vent et un autre à eau, avec en outre un colombier à pied, doté de trous pour loger les pigeons, depuis sa base jusqu'à son sommet.

### Le manoir de Vitanval à l'époque moderne
Le manoir de Vitanval est construit entre 1419 et 1450, plus au sud de l'ancien château disparu, dans sa cour basse. Jean de Wychefort, à la tête de la garnison anglaise installée au fort, serait à l'origine de la demeure.
Pendant les Guerres de Religion, le 8 mai 1562, Le Havre est pris par les réformés qui profitent de l'aide des Anglais pour mettre les catholiques en fuite. Au cours de l'été 1563, la ville portuaire est reprise par le Connétable de Montmorency, à la tête de l'armée de Charles IX. En chemin, le jeune roi, accompagné par sa mère Catherine de Médicis et par la cour de France, fait escale au manoir de Vitanval. En raison d'une épidémie qui sévit au camp français, le roi demeure au manoir de Vitanval pendant que sa mère rend visite aux soldats de l'armée. Le chiffre 1563, gravé sur le pignon du manoir, atteste ce séjour royal.

### Description, restauration et conservation contemporaines
Le bâtiment principal du manoir, dit "à pans de bois", est de conception relativement modeste, avec un rez-de-chaussée orné d'une cheminée monumentale datée des XVe et XVIe siècles, et un étage supérieur. Des fleurs de lys du XVIe siècle décorent les poutres.
Au bout de l'actuelle rue de la Solitude apparaît une fabrique de jardin appelée Pavillon de la Solitude, petit abri à vocation ornementale érigé en 1785 par l'architecte Paul-Michel Thibault, et jadis intégré au domaine de Vitanval.
En 1920, la famille Toussaint, propriétaire du manoir, ajoute une tour octogonale et restaure le manoir.

## Protection
Les parties anciennes du manoir (sauf adjonctions modernes), comportant une tourelle au sud et une aile rapportée au nord, sont inscrites au titre des monuments historiques par arrêté du 27 janvier 1986.